# Ball (Louisiana)
Ball és una població dels Estats Units a l'estat de Louisiana. Segons el cens del 2000 tenia 3.681 habitants.

## Demografia
Segons el cens del 2000, Ball tenia 3.681 habitants, 1.435 habitatges, i 1.057 famílies. La densitat de població era de 177 habitants/km².
Dels 1.435 habitatges en un 37,8% hi vivien nens de menys de 18 anys, en un 53% hi vivien parelles casades, en un 16,7% dones solteres, i en un 26,3% no eren unitats familiars. En el 23,1% dels habitatges hi vivien persones soles el 8,7% de les quals corresponia a persones de 65 anys o més que vivien soles. El nombre mitjà de persones vivint en cada habitatge era de 2,55 i el nombre mitjà de persones que vivien en cada família era de 2,97.
Per edats la població es repartia de la següent manera: un 27,9% tenia menys de 18 anys, un 10,2% entre 18 i 24, un 28,3% entre 25 i 44, un 22,9% de 45 a 60 i un 10,6% 65 anys o més.
L'edat mediana era de 34 anys. Per cada 100 dones de 18 o més anys hi havia 82,3 homes.
La renda mediana per habitatge era de 31.500 $ i la renda mediana per família de 38.588 $. Els homes tenien una renda mediana de 31.667 $ mentre que les dones 20.323 $. La renda per capita de la població era de 14.178 $. Entorn del 10,1% de les famílies i el 13,6% de la població estaven per davall del llindar de pobresa.

## Poblacions més properes
El següent diagrama mostra les poblacions més properes.